# كابريروس ديل مونتي
كابريروس ديل مونتي (بالإسبانية: Cabreros del Monte)‏ هي بلدية تقع في مقاطعة بلد الوليد، قشتالة وليون، إسبانيا. وفقًا لتعداد عام 2004 (المعهد الوطني للإحصائيات)، يبلغ عدد سكان البلدية 84 نسمة.